# Liste der Hallenweltmeister in der Leichtathletik/Medaillengewinner
Diese Liste ist Teil der Liste der Hallenweltmeister in der Leichtathletik. Sie führt sämtliche Medaillengewinner bei Leichtathletik-Hallenweltmeisterschaften auf. Sie ist gegliedert nach Wettbewerben, die aktuell zum Wettkampfprogramm gehören und nach nicht mehr ausgetragenen Wettbewerben.

## Aktuelle Wettbewerbe

### 60 m
| Weltmeisterschaften | Weltmeisterschaften | Gold                 | Silber                     | Bronze               |
| ------------------- | ------------------- | -------------------- | -------------------------- | -------------------- |
| 1987                | Indianapolis        | Lee McRae            | Mark Witherspoon           | Pierfrancesco Pavoni |
| 1989                | Budapest            | Andrés Simón         | John Myles-Mills           | Pierfrancesco Pavoni |
| 1991                | Sevilla             | Andre Cason          | Linford Christie           | Chidi Imoh           |
| 1993                | Toronto             | Bruny Surin          | Frank Fredericks           | Talal Mansour        |
| 1995                | Barcelona           | Bruny Surin          | Darren Braithwaite         | Robert Esmie         |
| 1997                | Paris               | Charalambos Papadias | Michael Green              | Davidson Ezinwa      |
| 1999                | Maebashi            | Maurice Greene       | Tim Harden                 | Jason Gardener       |
| 2001                | Lissabon            | Tim Harden           | Tim Montgomery             | Mark Lewis-Francis   |
| 2003                | Birmingham          | Justin Gatlin        | Kim Collins                | Jason Gardener       |
| 2004                | Budapest            | Jason Gardener       | Shawn Crawford             | Georgios Theodoridis |
| 2006                | Moskau              | Leonard Scott        | Andrei Jepischin           | Terrence Trammell    |
| 2008                | Valencia            | Olusoji Fasuba       | Kim Collins Dwain Chambers |                      |
| 2010                | Doha                | Dwain Chambers       | Mike Rodgers               | Daniel Bailey        |
| 2012                | Istanbul            | Justin Gatlin        | Nesta Carter               | Dwain Chambers       |
| 2014                | Sopot               | Richard Kilty        | Marvin Bracy               | Femi Ogunode         |
| 2016                | Portland            | Trayvon Bromell      | Asafa Powell               | Ramon Gittens        |
| 2018                | Birmingham          | Christian Coleman    | Su Bingtian                | Ronnie Baker         |
| 2022                | Belgrad             | Marcell Jacobs       | Christian Coleman          | Marvin Bracy         |
| 2024                | Glasgow             | Christian Coleman    | Noah Lyles                 | Ackeem Blake         |
| 2025                | Nanjing             | Jeremiah Azu         | Lachlan Kennedy            | Akani Simbine        |

### 400 m
| Weltmeisterschaften | Weltmeisterschaften | Gold               | Silber            | Bronze                  |
| ------------------- | ------------------- | ------------------ | ----------------- | ----------------------- |
| 1987                | Indianapolis        | Antonio McKay      | Roberto Hernández | Michael Franks          |
| 1989                | Budapest            | Antonio McKay      | Ian Morris        | Cayetano Cornet         |
| 1991                | Sevilla             | Devon Morris       | Samson Kitur      | Cayetano Cornet         |
| 1993                | Toronto             | Harry Reynolds     | Sunday Bada       | Darren Clark            |
| 1995                | Barcelona           | Darnell Hall       | Sunday Bada       | Michail Wdowin          |
| 1997                | Paris               | Sunday Bada        | Jamie Baulch      | Shunji Karube           |
| 1999                | Maebashi            | Jamie Baulch       | Milton Campbell   | Alejandro Cárdenas      |
| 2001                | Lissabon            | Daniel Caines      | Milton Campbell   | Danny McFarlane         |
| 2003                | Birmingham          | Tyree Washington   | Daniel Caines     | Paul McKee Jamie Baulch |
| 2004                | Budapest            | Alleyne Francique  | Davian Clarke     | Gary Kikaya             |
| 2006                | Moskau              | Alleyne Francique  | California Molefe | Chris Brown             |
| 2008                | Valencia            | Tyler Christopher  | Johan Wissman     | Chris Brown             |
| 2010                | Doha                | Chris Brown        | William Collazo   | Jamaal Torrance         |
| 2012                | Istanbul            | Nery Brenes        | Demetrius Pinder  | Chris Brown             |
| 2014                | Sopot               | Pavel Maslák       | Chris Brown       | Kyle Clemons            |
| 2016                | Portland            | Pavel Maslák       | Abdalelah Haroun  | Deon Lendore            |
| 2018                | Birmingham          | Pavel Maslák       | Michael Cherry    | Deon Lendore            |
| 2022                | Belgrad             | Jereem Richards    | Trevor Bassitt    | Carl Bengtström         |
| 2024                | Glasgow             | Alexander Doom     | Karsten Warholm   | Rusheen McDonald        |
| 2025                | Nanjing             | Christopher Bailey | Brian Faust       | Jacory Patterson        |

### 800 m
| Weltmeisterschaften | Weltmeisterschaften | Gold               | Silber               | Bronze           |
| ------------------- | ------------------- | ------------------ | -------------------- | ---------------- |
| 1987                | Indianapolis        | José Luíz Barbosa  | Wladimir Graudyn     | Faouzi Lahbi     |
| 1989                | Budapest            | Paul Ereng         | José Luíz Barbosa    | Tonino Viali     |
| 1991                | Sevilla             | Paul Ereng         | Tomás de Teresa      | Simon Hoogewerf  |
| 1993                | Toronto             | Tom McKean         | Charles Nkazamyampi  | Nico Motchebon   |
| 1995                | Barcelona           | Clive Terrelonge   | Benson Koech         | Pavel Soukup     |
| 1997                | Paris               | Wilson Kipketer    | Mahjoub Haïda        | Rich Kenah       |
| 1999                | Maebashi            | Johan Botha        | Wilson Kipketer      | Nico Motchebon   |
| 2001                | Lissabon            | Juri Borsakowski   | Johan Botha          | André Bucher     |
| 2003                | Birmingham          | David Krummenacker | Wilson Kipketer      | Wilfred Bungei   |
| 2004                | Budapest            | Mbulaeni Mulaudzi  | Rashid Ramzi         | Osmar dos Santos |
| 2006                | Moskau              | Wilfred Bungei     | Mbulaeni Mulaudzi    | Juri Borsakowski |
| 2008                | Valencia            | Abubaker Kaki      | Mbulaeni Mulaudzi    | Yusuf Saad Kamel |
| 2010                | Doha                | Abubaker Kaki      | Boaz Kiplagat Lalang | Adam Kszczot     |
| 2012                | Istanbul            | Mohammed Aman      | Jakub Holuša         | Andrew Osagie    |
| 2014                | Sopot               | Mohammed Aman      | Adam Kszczot         | Andrew Osagie    |
| 2016                | Portland            | Boris Berian       | Antoine Gakeme       | Erik Sowinski    |
| 2018                | Birmingham          | Adam Kszczot       | Drew Windle          | Saúl Ordóñez     |
| 2022                | Belgrad             | Mariano García     | Noah Kibet           | Bryce Hoppel     |
| 2024                | Glasgow             | Bryce Hoppel       | Andreas Kramer       | Eliott Crestan   |
| 2025                | Nanjing             | Josh Hoey          | Eliott Crestan       | Josué Canales    |

### 1500 m
| Weltmeisterschaften | Weltmeisterschaften | Gold               | Silber                   | Bronze               |
| ------------------- | ------------------- | ------------------ | ------------------------ | -------------------- |
| 1987                | Indianapolis        | Marcus O’Sullivan  | José Manuel Abascal      | Han Kulker           |
| 1989                | Budapest            | Marcus O’Sullivan  | Hauke Fuhlbrügge         | Jeff Atkinson        |
| 1991                | Sevilla             | Noureddine Morceli | Fermín Cacho             | Mário Silva          |
| 1993                | Toronto             | Marcus O’Sullivan  | David Strang             | Branko Zorko         |
| 1995                | Barcelona           | Hicham El Guerrouj | Mateo Cañellas           | Erik Nedeau          |
| 1997                | Paris               | Hicham El Guerrouj | Rüdiger Stenzel          | William Tanui        |
| 1999                | Maebashi            | Haile Gebrselassie | Laban Rotich             | Andrés Manuel Díaz   |
| 2001                | Lissabon            | Rui Silva          | Reyes Estévez            | Noah Ngeny           |
| 2003                | Birmingham          | Driss Maazouzi     | Bernard Lagat            | Abdelkader Hachlaf   |
| 2004                | Budapest            | Paul Korir         | Iwan Heschko             | Laban Rotich         |
| 2006                | Moskau              | Iwan Heschko       | Daniel Kipchirchir Komen | Elkanah Angwenyi     |
| 2008                | Valencia            | Deresse Mekonnen   | Daniel Kipchirchir Komen | Juan Carlos Higuero  |
| 2010                | Doha                | Deresse Mekonnen   | Abdalaati Iguider        | Haron Keitany        |
| 2012                | Istanbul            | Abdalaati Iguider  | İlham Tanui Özbilen      | Mekonnen Gebremedhin |
| 2014                | Sopot               | Ayanleh Souleiman  | Aman Wote                | Abdalaati Iguider    |
| 2016                | Portland            | Matthew Centrowitz | Jakub Holuša             | Nick Willis          |
| 2018                | Birmingham          | Samuel Tefera      | Marcin Lewandowski       | Abdalaati Iguider    |
| 2022                | Belgrad             | Samuel Tefera      | Jakob Ingebrigtsen       | Abel Kipsang         |
| 2024                | Glasgow             | George Beamish     | Cole Hocker              | Hobbs Kessler        |
| 2025                | Nanjing             | Jakob Ingebrigtsen | Neil Gourley             | Luke Houser          |

### 3000 m
| Weltmeisterschaften | Weltmeisterschaften | Gold               | Silber                  | Bronze                  |
| ------------------- | ------------------- | ------------------ | ----------------------- | ----------------------- |
| 1987                | Indianapolis        | Frank O’Mara       | Paul Donovan            | Terry Brahm             |
| 1989                | Budapest            | Saïd Aouita        | José Luis González      | Dieter Baumann          |
| 1991                | Sevilla             | Frank O’Mara       | Hammou Boutayeb         | Robert Denmark          |
| 1993                | Toronto             | Gennaro Di Napoli  | Éric Dubus              | Enrique Molina          |
| 1995                | Barcelona           | Gennaro Di Napoli  | Anacleto Jiménez        | Brahim Jabbour          |
| 1997                | Paris               | Haile Gebrselassie | Paul Bitok              | Ismaïl Sghyr            |
| 1999                | Maebashi            | Haile Gebrselassie | Paul Bitok              | Million Wolde           |
| 2001                | Lissabon            | Hicham El Guerrouj | Mohammed Mourhit        | Alberto García          |
| 2003                | Birmingham          | Haile Gebrselassie | Alberto García          | Luke Kipkosgei          |
| 2004                | Budapest            | Bernard Lagat      | Rui Silva               | Markos Geneti           |
| 2006                | Moskau              | Kenenisa Bekele    | Saif Saaeed Shaheen     | Eliud Kipchoge          |
| 2008                | Valencia            | Tariku Bekele      | Paul Kipsiele Koech     | Abreham Cherkos         |
| 2010                | Doha                | Bernard Lagat      | Sergio Sánchez          | Sammy Alex Mutahi       |
| 2012                | Istanbul            | Bernard Lagat      | Augustine Kiprono Choge | Edwin Cheruiyot Soi     |
| 2014                | Sopot               | Caleb Ndiku        | Bernard Lagat           | Dejen Gebremeskel       |
| 2016                | Portland            | Yomif Kejelcha     | Ryan Hill               | Augustine Kiprono Choge |
| 2018                | Birmingham          | Yomif Kejelcha     | Selemon Barega          | Bethwell Birgen         |
| 2022                | Belgrad             | Selemon Barega     | Lamecha Girma           | Marc Scott              |
| 2024                | Glasgow             | Josh Kerr          | Yared Nuguse            | Selemon Barega          |
| 2025                | Nanjing             | Jakob Ingebrigtsen | Berihu Aregawi          | Ky Robinson             |

### 60 m Hürden
| Weltmeisterschaften | Weltmeisterschaften | Gold              | Silber                  | Bronze                              |
| ------------------- | ------------------- | ----------------- | ----------------------- | ----------------------------------- |
| 1987                | Indianapolis        | Tonie Campbell    | Stéphane Caristan       | Nigel Walker                        |
| 1989                | Budapest            | Roger Kingdom     | Colin Jackson           | Igors Kazanovs                      |
| 1991                | Sevilla             | Greg Foster       | Igors Kazanovs          | Mark McKoy                          |
| 1993                | Toronto             | Mark McKoy        | Colin Jackson           | Tony Dees                           |
| 1995                | Barcelona           | Allen Johnson     | Courtney Hawkins        | Tony Jarrett                        |
| 1997                | Paris               | Anier García      | Colin Jackson           | Tony Dees                           |
| 1999                | Maebashi            | Colin Jackson     | Reggie Torian           | Falk Balzer                         |
| 2001                | Lissabon            | Terrence Trammell | Anier García            | Shaun Bownes                        |
| 2003                | Birmingham          | Allen Johnson     | Anier García            | Liu Xiang                           |
| 2004                | Budapest            | Allen Johnson     | Liu Xiang               | Maurice Wignall                     |
| 2006                | Moskau              | Terrence Trammell | Dayron Robles           | Dominique Arnold                    |
| 2008                | Valencia            | Liu Xiang         | Allen Johnson           | Staņislavs Olijars Jewgeni Borissow |
| 2010                | Doha                | Dayron Robles     | Terrence Trammell       | David Oliver                        |
| 2012                | Istanbul            | Aries Merritt     | Liu Xiang               | Pascal Martinot-Lagarde             |
| 2014                | Sopot               | Omo Osaghae       | Pascal Martinot-Lagarde | Garfield Darien                     |
| 2016                | Portland            | Omar McLeod       | Pascal Martinot-Lagarde | Dimitri Bascou                      |
| 2018                | Birmingham          | Andrew Pozzi      | Jarret Eaton            | Aurel Manga                         |
| 2022                | Belgrad             | Grant Holloway    | Pascal Martinot-Lagarde | Jarret Eaton                        |
| 2024                | Glasgow             | Grant Holloway    | Lorenzo Simonelli       | Just Kwaou-Mathey                   |
| 2025                | Nanjing             | Grant Holloway    | Wilhem Belocian         | Liu Junxi                           |

### 4 × 400 m Staffel
| Weltmeisterschaften | Weltmeisterschaften | Gold | Silber | Bronze |
| ------------------- | ------------------- | --- | --- | --- |
| 1991                | Sevilla             | Deutschland Rico Lieder Jens Carlowitz Karsten Just Thomas Schönlebe                                                | Vereinigte Staaten Raymond Pierre Charles Jenkins, Jr. Andrew Valmon Antonio McKay Clifton Campbell Willie Smith | Italien Marco Vaccari Vito Petrella Alessandro Aimar Andrea Nuti                                                  |
| 1993                | Toronto             | Vereinigte Staaten Darnell Hall Brian Irvin Jason Rouser Mark Everett                                               | Trinidad und Tobago Dazel Jules Alvin Daniel Neil de Silva Ian Morris                                            | Japan Masayoshi Kan Seiji Inagaki Yoshihiko Saitō Hiroyuki Hayashi                                                |
| 1995                | Barcelona           | Vereinigte Staaten Rod Tolbert Calvin Davis Tod Long Frankie Atwater                                                | Italien Fabio Grossi Andrea Nuti Roberto Mazzoleni Ashraf Saber                                                  | Japan Masayoshi Kan Seiji Inagaki Tomonari Ono Hiroyuki Hayashi                                                   |
| 1997                | Paris               | Vereinigte Staaten Jason Rouser Mark Everett Sean Maye Deon Minor                                                   | Jamaika Linval Laird Michael McDonald Dinsdale Morgan Gregory Haughton Garth Robinson                            | Frankreich Pierre-Marie Hilaire Rodrigue Nordin Loïc Lerouge Fred Mango                                           |
| 1999                | Maebashi            | Vereinigte Staaten Andre Morris Dameon Johnson Deon Minor Milton Campbell Khadevis Robinson                         | Polen Piotr Haczek Jacek Bocian Piotr Rysiukiewicz Robert Maćkowiak                                              | Vereinigtes Königreich Allyn Condon Solomon Wariso Adrian Patrick Jamie Baulch Sean Baldock                       |
| 2001                | Lissabon            | Polen Piotr Rysiukiewicz Piotr Haczek Jacek Bocian Robert Maćkowiak                                                 | Russland Alexander Ladeischtschikow Ruslan Maschtschenko Boris Gorban Andrei Semjonow Dmitri Forschew            | Jamaika Michael McDonald Davian Clarke Michael Blackwood Danny McFarlane Gregory Haughton                         |
| 2003                | Birmingham          | Jamaika Leroy Colquhoun Danny McFarlane Michael Blackwood Davian Clarke Kemel Thompson                              | Vereinigtes Königreich Jamie Baulch Timothy Benjamin Cori Henry Daniel Caines Mark Hylton Jared Deacon           | Polen Rafał Wieruszewski Grzegorz Zajączkowski Marcin Marciniszyn Marek Plawgo Artur Gąsiewski Piotr Rysiukiewicz |
| 2004                | Budapest            | Jamaika Gregory Haughton Leroy Colquhoun Michael McDonald Davian Clarke Richard James Sanjay Ayre                   | Russland Dmitri Forschew Boris Gorban Andrei Rudnizki Alexander Ussow                                            | Irland Robert Daly Gary Ryan David Gillick David McCarthy                                                         |
| 2006                | Moskau              | Vereinigte Staaten Tyree Washington LaShawn Merritt Milton Campbell Wallace Spearmon James Davis O.J. Hogans        | Polen Daniel Dąbrowski Marcin Marciniszyn Rafał Wieruszewski Piotr Klimczak Paweł Ptak Piotr Kędzia              | Russland Konstantin Swetschkar Alexander Derewjagin Jewgeni Lebedew Dmitri Petrow Andrei Polukejew                |
| 2008                | Valencia            | Vereinigte Staaten James Davis Jamaal Torrance Greg Nixon Kelly Willie Joel Stallworth                              | Jamaika Michael Blackwood Edino Steele Adrian Findlay DeWayne Barrett Aldwyn Sappleton                           | Dominikanische Republik Arismendy Peguero Carlos Santa Pedro Mejía Yoel Tapia                                     |
| 2010                | Doha                | Vereinigte Staaten Jamaal Torrance Greg Nixon Tavaris Tate Bershawn Jackson LeJerald Betters Kerron Clement         | Belgien Cédric Van Branteghem Kévin Borlée Antoine Gillet Jonathan Borlée Nils Duerinck                          | Vereinigtes Königreich Conrad Williams Nigel Levine Christopher Clarke Richard Buck Luke Lennon-Ford              |
| 2012                | Istanbul            | Vereinigte Staaten Frankie Wright Calvin Smith Manteo Mitchell Gil Roberts Jamaal Torrance Quentin Iglehart-Summers | Vereinigtes Königreich Conrad Williams Nigel Levine Michael Bingham Richard Buck Luke Lennon-Ford                | Trinidad und Tobago Lalonde Gordon Renny Quow Jereem Richards Jarrin Solomon                                      |
| 2014                | Sopot               | Vereinigte Staaten Kyle Clemons David Verburg Kind Butler III Calvin Smith Clayton Parros Ricky Babineaux           | Vereinigtes Königreich Conrad Williams Jamie Bowie Luke Lennon-Ford Nigel Levine Michael Bingham                 | Jamaika Errol Nolan Allodin Fothergill Akheem Gauntlett Edino Steele Dane Hyatt Jermaine Brown                    |
| 2016                | Portland            | Vereinigte Staaten Kyle Clemons Calvin Smith Christopher Giesting Vernon Norwood Elvyonn Bailey Patrick Feeney      | Bahamas Michael Mathieu Alonzo Russell Shavez Hart Chris Brown Ashley Riley                                      | Trinidad und Tobago Jarrin Solomon Lalonde Gordon Ade Alleyne-Forte Deon Lendore Rondel Sorrillo Machel Cedenio   |
| 2018                | Birmingham          | Polen Karol Zalewski Rafał Omelko Łukasz Krawczuk Jakub Krzewina Patryk Adamczyk                                    | Vereinigte Staaten Fred Kerley Michael Cherry Aldrich Bailey Vernon Norwood Marqueze Washington Paul Dedewo      | Belgien Dylan Borlée Jonathan Borlée Jonathan Sacoor Kévin Borlée                                                 |
| 2022                | Belgrad             | Belgien Julien Watrin Alexander Doom Jonathan Sacoor Kévin Borlée Dylan Borlée                                      | Spanien Bruno Hortelano Iñaki Cañal Manuel Guijarro Bernat Erta                                                  | Niederlande Taymir Burnet Nick Smidt Terrence Agard Tony van Diepen Isayah Boers Jochem Dobber                    |
| 2024                | Glasgow             | Belgien Jonathan Sacoor Dylan Borlée Christian Iguacel Alexander Doom Tibo De Smet                                  | Vereinigte Staaten Jacory Patterson Matthew Boling Noah Lyles Christopher Bailey Paul Dedewo Trevor Bassitt      | Niederlande Liemarvin Bonevacia Ramsey Angela Terrence Agard Tony van Diepen Taymir Burnet Isaya Klein Ikkink     |
| 2025                | Nanjing             | Vereinigte Staaten Elija Godwin Brian Faust Jacory Patterson Christopher Bailey                                     | Jamaika Rusheen McDonald Jasauna Dennis Kimar Farquharson Demar Francis                                          | Ungarn Patrik Simon Enyingi Zoltán Wahl Árpád Kovács Attila Molnár                                                |

### Hochsprung
| Weltmeisterschaften | Weltmeisterschaften | Gold                    | Silber               | Bronze                                        |
| ------------------- | ------------------- | ----------------------- | -------------------- | --------------------------------------------- |
| 1987                | Indianapolis        | Igor Paklin             | Hennadij Awdjejenko  | Ján Zvara                                     |
| 1989                | Budapest            | Javier Sotomayor        | Dietmar Mögenburg    | Patrik Sjöberg                                |
| 1991                | Sevilla             | Hollis Conway           | Artur Partyka        | Javier Sotomayor Alexei Jemelin               |
| 1993                | Toronto             | Javier Sotomayor        | Patrik Sjöberg       | Steve Smith                                   |
| 1995                | Barcelona           | Javier Sotomayor        | Lambros Papakostas   | Tony Barton                                   |
| 1997                | Paris               | Charles Austin          | Lambros Papakostas   | Dragutin Topić                                |
| 1999                | Maebashi            | Javier Sotomayor        | Wjatscheslaw Woronin | Charles Austin                                |
| 2001                | Lissabon            | Stefan Holm             | Andrij Sokolowskyj   | Staffan Strand                                |
| 2003                | Birmingham          | Stefan Holm             | Jaroslaw Rybakow     | Henads Maros                                  |
| 2004                | Budapest            | Stefan Holm             | Jaroslaw Rybakow     | Ștefan Vasilache Germaine Mason Jaroslav Bába |
| 2006                | Moskau              | Jaroslaw Rybakow        | Andrei Tereschin     | Linus Thörnblad                               |
| 2008                | Valencia            | Stefan Holm             | Jaroslaw Rybakow     | Andra Manson                                  |
| 2010                | Doha                | Iwan Uchow              | Jaroslaw Rybakow     | Dusty Jonas                                   |
| 2012                | Istanbul            | Dimitrios Chondrokoukis | Andrei Silnow        | Iwan Uchow                                    |
| 2014                | Sopot               | Mutaz Essa Barshim      | Andrij Prozenko      | Erik Kynard                                   |
| 2016                | Portland            | Gianmarco Tamberi       | Robert Grabarz       | Erik Kynard                                   |
| 2018                | Birmingham          | Danil Lyssenko          | Mutaz Essa Barshim   | Mateusz Przybylko                             |
| 2022                | Belgrad             | Woo Sang-hyeok          | Loïc Gasch           | Hamish Kerr Gianmarco Tamberi                 |
| 2024                | Glasgow             | Hamish Kerr             | Shelby McEwen        | Woo Sang-hyeok                                |
| 2025                | Nanjing             | Woo Sang-hyeok          | Hamish Kerr          | Raymond Richards                              |

### Stabhochsprung
| Weltmeisterschaften | Weltmeisterschaften | Gold                    | Silber            | Bronze             |
| ------------------- | ------------------- | ----------------------- | ----------------- | ------------------ |
| 1987                | Indianapolis        | Serhij Bubka            | Earl Bell         | Thierry Vigneron   |
| 1989                | Budapest            | Rodion Gataullin        | Grigori Jegorow   | Joe Dial           |
| 1991                | Sevilla             | Serhij Bubka            | Viktor Rijenkov   | Ferenc Salbert     |
| 1993                | Toronto             | Rodion Gataullin        | Grigori Jegorow   | Jean Galfione      |
| 1995                | Barcelona           | Serhij Bubka            | Igor Potapowitsch | Okkert Brits       |
| 1997                | Paris               | Igor Potapowitsch       | Lawrence Johnson  | Maxim Tarassow     |
| 1999                | Maebashi            | Jean Galfione           | Jeff Hartwig      | Danny Ecker        |
| 2001                | Lissabon            | Lawrence Johnson        | Tye Harvey        | Romain Mesnil      |
| 2003                | Birmingham          | Tim Lobinger            | Michael Stolle    | Rens Blom          |
| 2004                | Budapest            | Igor Pawlow             | Adam Ptáček       | Denys Jurtschenko  |
| 2006                | Moskau              | Brad Walker             | Alhaji Jeng       | Tim Lobinger       |
| 2008                | Valencia            | Jewgeni Lukjanenko      | Brad Walker       | Steve Hooker       |
| 2010                | Doha                | Steve Hooker            | Malte Mohr        | Alexander Straub   |
| 2012                | Istanbul            | Renaud Lavillenie       | Björn Otto        | Brad Walker        |
| 2014                | Sopot               | Konstandinos Filippidis | Malte Mohr        | Jan Kudlička       |
| 2016                | Portland            | Renaud Lavillenie       | Sam Kendricks     | Piotr Lisek        |
| 2018                | Birmingham          | Renaud Lavillenie       | Sam Kendricks     | Piotr Lisek        |
| 2022                | Belgrad             | Armand Duplantis        | Thiago Braz       | Christopher Nilsen |
| 2024                | Glasgow             | Armand Duplantis        | Sam Kendricks     | Emmanouil Karalis  |
| 2025                | Nanjing             | Armand Duplantis        | Emmanouil Karalis | Sam Kendricks      |

### Weitsprung
| Weltmeisterschaften | Weltmeisterschaften | Gold                    | Silber                  | Bronze                      |
| ------------------- | ------------------- | ----------------------- | ----------------------- | --------------------------- |
| 1987                | Indianapolis        | Larry Myricks           | Paul Emordi             | Giovanni Evangelisti        |
| 1989                | Budapest            | Larry Myricks           | Dietmar Haaf            | Mike Conley Sr.             |
| 1991                | Sevilla             | Dietmar Haaf            | Jaime Jefferson         | Giovanni Evangelisti        |
| 1993                | Toronto             | Iván Pedroso            | Joe Greene              | Jaime Jefferson             |
| 1995                | Barcelona           | Iván Pedroso            | Mattias Sunneborn       | Erick Walder                |
| 1997                | Paris               | Iván Pedroso            | Kirill Sossunow         | Joe Greene                  |
| 1999                | Maebashi            | Iván Pedroso            | Yago Lamela             | Erick Walder                |
| 2001                | Lissabon            | Iván Pedroso            | Kareem Streete-Thompson | Carlos Calado               |
| 2003                | Birmingham          | Dwight Phillips         | Yago Lamela             | Miguel Pate                 |
| 2004                | Budapest            | Savanté Stringfellow    | James Beckford          | Witali Schkurlatow          |
| 2006                | Moskau              | Ignisious Gaisah        | Irving Saladino         | Andrew Howe                 |
| 2008                | Valencia            | Godfrey Khotso Mokoena  | Christopher Tomlinson   | Mohamed Salman al-Khuwalidi |
| 2010                | Doha                | Fabrice Lapierre        | Godfrey Khotso Mokoena  | Mitchell Watt               |
| 2012                | Istanbul            | Mauro Vinícius da Silva | Henry Frayne            | Alexander Menkow            |
| 2014                | Sopot               | Mauro Vinícius da Silva | Li Jinzhe               | Michel Tornéus              |
| 2016                | Portland            | Marquis Dendy           | Fabrice Lapierre        | Huang Changzhou             |
| 2018                | Birmingham          | Juan Miguel Echevarría  | Luvo Manyonga           | Marquis Dendy               |
| 2022                | Belgrad             | Miltiadis Tendoglou     | Thobias Montler         | Marquis Dendy               |
| 2024                | Glasgow             | Miltiadis Tendoglou     | Mattia Furlani          | Carey McLeod                |
| 2025                | Nanjing             | Mattia Furlani          | Wayne Pinnock           | Liam Adcock                 |

### Dreisprung
| Weltmeisterschaften | Weltmeisterschaften | Gold                 | Silber             | Bronze                    |
| ------------------- | ------------------- | -------------------- | ------------------ | ------------------------- |
| 1987                | Indianapolis        | Mike Conley Sr.      | Oleg Prozenko      | Frank Rutherford          |
| 1989                | Budapest            | Mike Conley Sr.      | Jorge Reyna        | Juan Miguel López         |
| 1991                | Sevilla             | Ihar Lapschyn        | Leonid Woloschin   | Tord Henriksson           |
| 1993                | Toronto             | Pierre Camara        | Māris Bružiks      | Brian Wellman             |
| 1995                | Barcelona           | Brian Wellman        | Yoelbi Quesada     | Serge Hélan               |
| 1997                | Paris               | Yoel García          | Aliecer Urrutia    | Alexander Asseledtschenko |
| 1999                | Maebashi            | Charles Friedek      | LaMark Carter      | Zsolt Czingler            |
| 2001                | Lissabon            | Paolo Camossi        | Jonathan Edwards   | Andrew Murphy             |
| 2003                | Birmingham          | Christian Olsson     | Walter Davis       | Yoelbi Quesada            |
| 2004                | Budapest            | Christian Olsson     | Jadel Gregório     | Yoandri Betanzos          |
| 2006                | Moskau              | Walter Davis         | Jadel Gregório     | Yoandri Betanzos          |
| 2008                | Valencia            | Phillips Idowu       | Arnie David Giralt | Nelson Évora              |
| 2010                | Doha                | Teddy Tamgho         | Yoandri Betanzos   | Arnie David Giralt        |
| 2012                | Istanbul            | Will Claye           | Christian Taylor   | Ljukman Adams             |
| 2014                | Sopot               | Ernesto Revé         | Pedro Pichardo     | Marian Oprea              |
| 2016                | Portland            | Dong Bin             | Max Heß            | Benjamin Compaoré         |
| 2018                | Birmingham          | Will Claye           | Almir dos Santos   | Nelson Évora              |
| 2022                | Belgrad             | Lázaro Martínez      | Pedro Pichardo     | Donald Scott              |
| 2024                | Glasgow             | Hugues Fabrice Zango | Yasser Triki       | Tiago Pereira             |
| 2025                | Nanjing             | Andy Díaz            | Zhu Yaming         | Hugues Fabrice Zango      |

### Kugelstoßen
| Weltmeisterschaften | Weltmeisterschaften | Gold               | Silber             | Bronze             |
| ------------------- | ------------------- | ------------------ | ------------------ | ------------------ |
| 1987                | Indianapolis        | Ulf Timmermann     | Werner Günthör     | Sergei Smirnow     |
| 1989                | Budapest            | Ulf Timmermann     | Randy Barnes       | Georg Andersen     |
| 1991                | Sevilla             | Werner Günthör     | Klaus Bodenmüller  | Ron Backes         |
| 1993                | Toronto             | Mike Stulce        | Jim Doehring       | Oleksandr Bahatsch |
| 1995                | Barcelona           | Mika Halvari       | Cottrell J. Hunter | Dragan Perić       |
| 1997                | Paris               | Jurij Bilonoh      | Oleksandr Bahatsch | John Godina        |
| 1999                | Maebashi            | Oleksandr Bahatsch | John Godina        | Jurij Bilonoh      |
| 2001                | Lissabon            | John Godina        | Adam Nelson        | Manuel Martínez    |
| 2003                | Birmingham          | Manuel Martínez    | John Godina        | Jurij Bilonoh      |
| 2004                | Budapest            | Christian Cantwell | Reese Hoffa        | Joachim Olsen      |
| 2006                | Moskau              | Reese Hoffa        | Joachim Olsen      | Pawel Sofjin       |
| 2008                | Valencia            | Christian Cantwell | Reese Hoffa        | Tomasz Majewski    |
| 2010                | Doha                | Christian Cantwell | Ralf Bartels       | Dylan Armstrong    |
| 2012                | Istanbul            | Ryan Whiting       | David Storl        | Tomasz Majewski    |
| 2014                | Sopot               | Ryan Whiting       | David Storl        | Tomas Walsh        |
| 2016                | Portland            | Tomas Walsh        | Andrei Gag         | Filip Mihaljević   |
| 2018                | Birmingham          | Tomas Walsh        | David Storl        | Tomáš Staněk       |
| 2022                | Belgrad             | Darlan Romani      | Ryan Crouser       | Tomas Walsh        |
| 2024                | Glasgow             | Ryan Crouser       | Tomas Walsh        | Leonardo Fabbri    |
| 2025                | Nanjing             | Tomas Walsh        | Roger Steen        | Adrian Piperi      |

### Siebenkampf
| Weltmeisterschaften | Weltmeisterschaften | Gold              | Silber              | Bronze                  |
| ------------------- | ------------------- | ----------------- | ------------------- | ----------------------- |
| 1993                | Toronto             | Dan O’Brien       | Mike Smith          | Eduard Hämäläinen       |
| 1995                | Barcelona           | Christian Plaziat | Tomáš Dvořák        | Henrik Dagård           |
| 1997                | Paris               | Robert Změlík     | Erki Nool           | Jón Arnar Magnússon     |
| 1999                | Maebashi            | Sebastian Chmara  | Erki Nool           | Roman Šebrle            |
| 2001                | Lissabon            | Roman Šebrle      | Jón Arnar Magnússon | Lew Lobodin             |
| 2003                | Birmingham          | Tom Pappas        | Lew Lobodin         | Roman Šebrle            |
| 2004                | Budapest            | Roman Šebrle      | Bryan Clay          | Lew Lobodin             |
| 2006                | Moskau              | André Niklaus     | Bryan Clay          | Roman Šebrle            |
| 2008                | Valencia            | Bryan Clay        | Andrej Krautschanka | Dmitri Karpow           |
| 2010                | Doha                | Bryan Clay        | Trey Hardee         | Alexei Drosdow          |
| 2012                | Istanbul            | Ashton Eaton      | Oleksij Kasjanow    | Artjom Lukjanenko       |
| 2014                | Sopot               | Ashton Eaton      | Andrej Krautschanka | Thomas Van Der Plaetsen |
| 2016                | Portland            | Ashton Eaton      | Oleksij Kasjanow    | Mathias Brugger         |
| 2018                | Birmingham          | Kevin Mayer       | Damian Warner       | Maicel Uibo             |
| 2022                | Belgrad             | Damian Warner     | Simon Ehammer       | Ashley Moloney          |
| 2024                | Glasgow             | Simon Ehammer     | Sander Skotheim     | Johannes Erm            |
| 2025                | Nanjing             | Sander Skotheim   | Johannes Erm        | Till Steinforth         |

## Nicht mehr ausgetragene Wettbewerbe

### 200 m
Dieser Bewerb wurde zwischen 1987 und 2004 ausgetragen und anschließend ersatzlos gestrichen.
| Weltmeisterschaften | Weltmeisterschaften | Gold              | Silber            | Bronze             |
| ------------------- | ------------------- | ----------------- | ----------------- | ------------------ |
| 1987                | Indianapolis        | Kirk Baptiste     | Bruno Marie-Rose  | Robson da Silva    |
| 1989                | Budapest            | John Regis        | Ade Mafe          | Kevin Little       |
| 1991                | Sevilla             | Nikolaj Antonow   | Linford Christie  | Ade Mafe           |
| 1993                | Toronto             | James Trapp       | Damien Marsh      | Kevin Little       |
| 1995                | Barcelona           | Geir Moen         | Troy Douglas      | Sebastián Keitel   |
| 1997                | Paris               | Kevin Little      | Iván García       | Francis Obikwelu   |
| 1999                | Maebashi            | Frank Fredericks  | Obadele Thompson  | Kevin Little       |
| 2001                | Lissabon            | Shawn Crawford    | Christian Malcolm | Patrick van Balkom |
| 2003                | Birmingham          | Marlon Devonish   | Joseph Batangdon  | Dominic Demeritte  |
| 2004                | Budapest            | Dominic Demeritte | Johan Wissman     | Tobias Unger       |

### 5000 m Bahngehen
Dieser Bewerb wurde zwischen 1987 und 1993 ausgetragen und anschließend ersatzlos gestrichen.
| Weltmeisterschaften | Weltmeisterschaften | Gold                   | Silber                 | Bronze               |
| ------------------- | ------------------- | ---------------------- | ---------------------- | -------------------- |
| 1987                | Indianapolis        | Michail Schtschennikow | Jozef Pribilinec       | Ernesto Canto        |
| 1989                | Budapest            | Michail Schtschennikow | Roman Mrázek           | Franz Kaszjukewitsch |
| 1991                | Sevilla             | Michail Schtschennikow | Giovanni De Benedictis | Franz Kaszjukewitsch |
| 1993                | Toronto             | Michail Schtschennikow | Robert Korzeniowski    | Michail Orlow        |